# پتروس قوندیان
پتروس آرشالوسی "په‌تو" قوندیان (ارمنی: Պետրոս Արշալուսի "Պետո" Ղևոնդյան؛ انگلیسی: Petros Ghevondyan؛ زاده ۳۰ ژانویهٔ ۱۹۶۴ - درگذشته ۱۴ فوریهٔ ۱۹۹۴) یک فرد نظامی، چهره جنبش آزادی‌بخش ملی ارمنی و فدایی ارمنی بود. وی مارشال نیروهای تدافعی قره‌باغ بود.
وی در زادگاهش به خاک سپرده شده‌است.
نشان قهرمان آرتساخ در سال ۲۰۰۰ به وی اعطا گردید